# Elham Wagdi
Elham Wagdi, née en 1988, est un mannequin égyptien élu Miss Égypte 2009.

## Vie privée
Elle est la compagne de Farrid el-Badri, un homme d'affaires égyptien.